# Tyrinthia turuna
Tyrinthia turuna là một loài bọ cánh cứng trong họ Cerambycidae.